# Христо Зографов
Христо Владимиров Зографов (на македонска литературна норма: Христо Зографов) е български учител, литератор и филолог, деец на македонската емиграция в България. По-късно приема идеите на македонизма и участва в кодифицирането на македонската езикова норма.

## Биография
Христо Зографов е роден в патриотична велешка фамилия, преселена в Кюстендил след освобождението на България. Завършва Кюстендилската гимназия и литература в Софийския университет. Учителства в Кюстендил. Участва в Първата световна война като запасен подпоручик в телефонна дружина. През 1930 година е избран за председател на Македонското благотворително братство „Св. св. Кирил и Методий“ в Кюстендил.
От 1932 година е учител във Втора софийска гимназия. Избран е за секретар на Националния комитет на Македонските благотворителни братства. През 1933 година на Великия македонски събор заедно с ръководителите на другите бежански македонски организации подписва Призив към македонския народ, в който се казва:
| „ | известните партизански кръжоци в България ще престанат да тормозят нашето освободително дело, което в основата си е дело за спасение на българщината в Македония... Да живее свободният български народ! | “ |

През 1938 – 1941 година е директор на Видинската мъжка гимназия.
В 1932 и 1933 година е избран за секретар на Националния комитет на македонските братства.
След освобождението на Вардарска Македония от 1942 година е директор на гимназия в Скопие, а от 1944 година - професор в Скопския университет и декан на Философския факултет.
В началото на 1942 година участва в основаването на Велешкото просветно благотворително братство в Скопие, създадено на 25 януари. Целта на Братството е да се оказва взаимна материална подкрепа на велешани, живеещи в Скопие, и организирана подкрепа на българските власти при необходимост.
Христо Зографов е автор на книгата „Македония – минало и нови борби“, издадена през 1931 година от студентското дружество „Вардар“. Книгата има популярен характер. Започва и изясняване на въпроса за името на географската област Македония, и завършва с борбите на македонските българи в най-ново време. Особено важен е разделът, в който се разказва за борбите в Македония от 1918 до 1931 г.
През ноември 1944 година Зографски е участник в първата езикова комисия на АСНОМ за стандартизиране на македонския литературен език, чийто препоръки са отхвърлени.